# 皮恩 (巴西)
皮恩（葡萄牙語：Piên）是巴西巴拉那州的一个市镇。总面积254.903平方公里，总人口11632人，人口密度45.6人/平方公里。